# Duane Washington Jr.
Duane Eddy Washington Jr. (Frankfurt, 24 de março de 2000) é um jogador norte-americano de basquete que atualmente joga pelo Partizan Belgrado que disputa a EuroLiga, Liga ABA e a KLS (Sérvia).
Ele jogou basquete universitário em Ohio State. Washington é filho do ex-jogador da NBA, Duane Washington Sr., e sobrinho do ex-jogador da NBA, Derek Fisher.

## Início da vida e carreira no ensino médio
Washington nasceu em Frankfurt, na Alemanha, enquanto seu pai jogava no Skyliners Frankfurt. Washington foi criado em Grand Rapids, Michigan e foi para o ensino médio em seus primeiros três anos na Grand Rapids Christian High School. Ele teve médias de 13,1 pontos e 4,5 assistências em seu terceiro ano.
Washington foi transferido para a Sierra Canyon School em Los Angeles antes de sua última temporada do ensino médio. Ele se transferiu para ir ao acampamento de basquete de seu tio Derek Fisher e morar com ele. Durante seu tempo no Sierra Canyon, ele jogou com Scotty Pippen Jr., Cassius Stanley e Kenyon Martin Jr. Em seu último ano, ele teve médias de 15,5 pontos, 4,5 rebotes e 3,8 assistências.

### Recrutamento
Washington foi considerado um recruta de quatro estrelas pela ESPN e um recruta de três estrelas pela 247Sports e pela Rivals. Em 20 de setembro de 2017, ele se comprometeu a jogar basquete universitário em Ohio State e rejeitou as ofertas de Michigan, UCLA e Butler.
| Nome | Cidade Natal                       | Escola                    | Altura             | Peso           | Data                   |
| --- | ---------------------------------- | ------------------------- | ------------------ | -------------- | ---------------------- |
| Duane Washington Jr. PG / SG | Grand Rapids, MI                   | Sierra Canyon School (CA) | 6 ft 3 in (1.91 m) | 190 lb (86 kg) | 20 de Setembro de 2017 |
| Duane Washington Jr. PG / SG | Recrutamento: Rivals: Scout: ESPN: |                           |                    |                |                        |
| - Nota: Em muitos casos, Scout, Rivals, 247Sports e ESPN podem entrar em conflito em suas listas de altura e peso, nestes casos, a média foi obtida. - Fonte: |                                    |                           |                    |                |                        |

## Carreira universitária

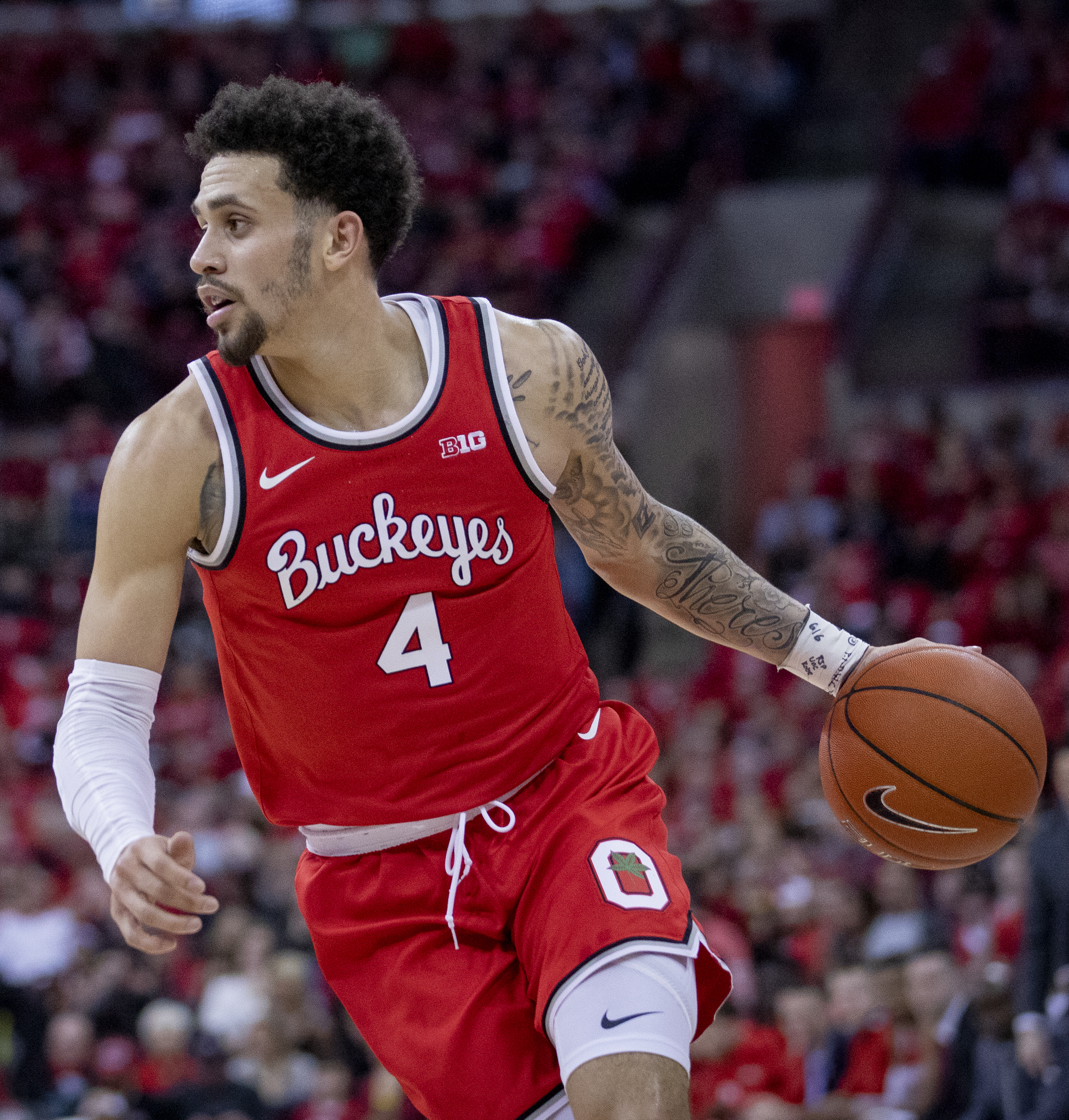
Washington jogando por Ohio State em 2020

No segundo jogo de Washington em Ohio State, ele marcou 20 pontos em 21 minutos contra Purdue Fort Wayne. Nessa temporada, ele disputou 35 jogos, sendo dois como titulares, e teve médias de 7 pontos e 2,5 rebotes.
Durante seu segundo ano, Washington marcou 20 pontos em dois jogos, igualando o recorde de sua carreira na época. Ele, juntamente com Luther Muhammad, foi suspenso para o jogo contra Nebraska em 14 de janeiro de 2019 por "não cumprimento dos padrões do programa". No total, ele jogou em 28 jogos, sendo titular em 15 deles, e teve médias de 11,5 pontos, a segunda maior marca da equipe.
Em sua terceira temporada, Washington marcou 30 pontos em uma derrota por 87-92 contra Michigan. Nos segundos finais do confronto da primeira rodada do Torneio da NCAA contra Oral Roberts, Washington perdeu o que teria sido uma cesta de três pontos para empatar o jogo e forçar a segunda prorrogação. Nessa temporada, ele teve médias de 16,4 pontos, 3,4 rebotes e 2,9 assistências.
Em 31 de março de 2021, Washington se declarou para o draft da NBA de 2021, mantendo inicialmente sua elegibilidade universitária. Em 29 de junho, ele anunciou que permaneceria no draft.

## Carreira profissional

### Indiana Pacers (2021–2022)
Depois de não ser selecionado no draft da NBA de 2021, Washington assinou um contrato de mão dupla com o Indiana Pacers em 5 de agosto de 2021, dividindo o seu tempo com seu afiliado da G-League, o Fort Wayne Mad Ants.
Em 24 de janeiro de 2022, Washington marcou 21 pontos, o recorde da equipe, acertando sete bolas de 3 pontos, estabelecendo um recorde da franquia de mais cestas de 3 pontos feitas por um novato, tornando-se o 36º novato na história da liga a acertar sete cestas de três pontos em um jogo.
Em 7 de abril, os Pacers converteram seu contrato de duas vias em um contrato padrão.
Em 14 de julho de 2022, Washington foi dispensado pelos Pacers.

### Phoenix Suns (2022–2023)
Em 3 de agosto de 2022, Washington assinou um contrato bidirecional com o Phoenix Suns.
Em 27 de dezembro, ele marcou 26 pontos, sua maior pontuação na carreira, juntamente com quatro rebotes e oito assistências, em uma vitória por 125-108 sobre o Memphis Grizzlies.
Em 1º de fevereiro de 2023, Washington foi dispensado pelos Suns.

### New York / Westchester Knicks (2023–Presente)
Em 28 de fevereiro de 2023, Washington assinou um contrato bidirecional com o New York Knicks, mas foi dispensado em 24 de julho. Seis dias depois, ele assinou novamente com os Knicks, mas foi dispensado em 21 de outubro. Três dias depois, ele assinou outro contrato bidirecional, mas foi dispensado novamente em 27 de novembro. Em 3 de janeiro de 2024, Washington assinou outro contrato bidirecional com Nova York.

## Estatísticas da carreira

### NBA

#### Temporada regular
| Ano      | Equipe   | PJ | PT | MPJ  | AP   | 3P   | LL   | RT  | AS  | BR | TO | PPJ |
| -------- | -------- | -- | -- | ---- | ---- | ---- | ---- | --- | --- | -- | -- | --- |
| 2021–22  | Indiana  | 48 | 7  | 20.2 | .405 | .377 | .754 | 1.7 | 1.8 | .5 | .1 | 9.9 |
| 2022–23  | Phoenix  | 31 | 3  | 12.7 | .367 | .360 | .667 | 1.2 | 2.0 | .2 | .1 | 7.9 |
| Carreira | Carreira | 79 | 10 | 16.4 | .386 | .368 | .710 | 1.4 | 1.9 | .3 | .1 | 8.9 |

### Universitário
| Ano      | Equipe     | PJ | PT | MPJ  | AP   | 3P   | LL   | RT  | AS  | BR | TO | PPJ  |
| -------- | ---------- | -- | -- | ---- | ---- | ---- | ---- | --- | --- | -- | -- | ---- |
| 2018–19  | Ohio State | 35 | 2  | 17.1 | .370 | .306 | .647 | 2.5 | 1.1 | .3 | .0 | 7.0  |
| 2019–20  | Ohio State | 28 | 15 | 24.9 | .403 | .393 | .833 | 2.8 | 1.4 | .4 | .1 | 11.5 |
| 2020–21  | Ohio State | 31 | 31 | 32.2 | .410 | .374 | .835 | 3.4 | 2.9 | .4 | .0 | 16.4 |
| Carreira | Carreira   | 94 | 48 | 24.7 | .394 | .357 | .771 | 2.9 | 1.8 | .3 | .0 | 11.6 |

Fonte:

## Vida pessoal
O pai de Washington, Duane Washington Sr., e seu tio, Derek Fisher, jogaram na NBA. Através de seu tio, ele se aproximou do falecido Kobe Bryant. O primo de Washington, Setric Millner Jr., é jogador de basquete e morou junto com ele enquanto estudavam na Grand Rapids Christian High School. Ele é um cidadão duplo dos Estados Unidos e da Alemanha.